# 東平県
東平県（とうへい-けん）は、中華人民共和国山東省泰安市に位置する県。

## 行政区画
| 東平街道 大羊鎮 彭集街道 州城街道 梯門鎮 老湖鎮 戴廟鎮 銀山鎮 斑鳩店鎮 接山鎮 旧 · 県 · 郷 新湖鎮 沙河站鎮 商老荘郷 東平湖 |

- 街道:東平街道、州城街道、彭集街道
- 鎮:沙河站鎮、老湖鎮、銀山鎮、斑鳩店鎮、接山鎮、大羊鎮、梯門鎮、新湖鎮、戴廟鎮
- 郷:商老荘郷、旧県郷

## 名所旧跡
- 東平湖
- 白仏山

## 出身有名人
- 羅貫中 - 元末・明初の作家
- 万里 - 政治家